# عنبیه‌لرزی
عنبیه‌لرزی (iridodonesis)یک نوع بیماری چشمیه که با لرزش نابهنجار عنبیه در هنگام حرکت چشم می‌گویند.
عنبیه‌لرزی ممکن است بر اثر دررفتگی یا نیم‌دررفتگی subluxation عدسی یا نبود عدسی aphakia ایجاد شود.